# Nokia N8
Le Nokia N8 est un smartphone de Nokia disponible depuis le 22 octobre 2010. Il est l'un des téléphones Nokia les mieux équipés en termes de fonctionnalités. Orienté haute définition, il comporte un capteur photo de 12 Mp signé Carl Zeiss qui est également capable de prendre des vidéos en HD 720p et de les projeter sur écran à l'aide d'une sortie HDMI. La qualité des photographies se rapproche de celles faites par un appareil photo numérique dédié. C'est le premier téléphone à embarquer le système d'exploitation Symbian^3. Il est le deuxième téléphone Nokia à avoir un écran tactile capacitif (le premier étant le Nokia X6). C'est l'un des premiers téléphone à supporter 5 bandes de fréquences (850 / 900 / 1700 / 1900 / 2 100 MHz).

## Caractéristiques
- Système d'exploitation : Symbian OS^3
- CPU : ARM11 680 MHz (ARMv6 architecture)
- GPU : Broadcom BCM2727[3] VideoCore III Multimedia Engine, 32 M triangles/sec[4], OpenGL ES 1.1/2.0, OpenVG 1.0
- Écran tactile 3,5 pouces OLED type capacitif et multi-touch, 640 × 360 pixels, ratio 16:9 soit nHD, 16,7 millions de couleurs
- Appareil photo numérique de 12 Mégapixels Carl Zeiss, flash Xénon, objectif Tessar distance focale : 5,4 mm, autofocus, reconnaissance de visage, vidéo HD 720p, les photographies sont géotagués.
- Radio : FM 87.5-108 MHz
- Transmetteur FM : 88.1-107,9 MHz
- Réseaux   GSM / GPRS / EDGE et UMTS / WCDMA (850 / 900 / 1700 / 1900 / 2 100 MHz)
- Connectivité : Bluetooth, Wifi IEEE802.11 b/g/n, HDMI mini, 2 mm chargeur électrique, USB (il fait office de chargeur et transmet les informations vers un ordinateur), USB On-the-Go (connexion possible d'un disque dur externe sur le port USB pour augmenter la capacité mémoire du téléphone), prise jack de 3,5 mm, radio FM et transmetteur.
- Accéléromètre
- Boussole numérique
- Capteur de proximité
- Capteur de lumière

## Ventes
Selon un cabinet finlandais, entre 3,5 et 4 millions de Nokia N8 ont été vendus en 2010. Par ailleurs, le succès s'affirme particulièrement dans certains pays tels que l'Inde ou les Émirats arabes unis.